# Арегуни
Арегуни (јерм. Արեգունի լեռնաշղթա) је планина у оквиру планинског система Малог Кавказа, у Јерменији. Протеже се у дужином од 50 км дуж североисточних обала језера Севан, од Севанског превоја на северу до планине Кашатаг. Састављена је од два паралелна планинска ланца који су међусобно одвојени долинама река Драхтик и Баребер. Одликује се асиметричним рељефом, јужни обронци су доста стрмији и знатно више дисецирани у односу на северне. 
Арегуни представља развође између Малог Севана и реке Гетик. Највиши врх је Карктасар на надморској висини од 2.740 метара. 
У геолошком смислу, Арегуни је изграђен од вулканских и седиментних стена, углавном пешчара.
Северозападни делови су под шумама храста и букве, а јужни делови су пошумљени садницама бора. 

## Литературе
- Генрих Иосифович Анохин: Весь Кавказ — „Физкультура и спорт“, 1981. — 191 с.